# Adara (langue)
Pour les articles homonymes, voir Adara.
L’adara est une langue du plateau nigérian parlée par les Adara, principalement dans les zones de gouvernement local de Kachia et Kajuru (État de Kaduna) et dans l'État de Niger, au centre du Nigéria.